# François Desgrez
François Desgrez var en fransk polis.
Han var medlem av Parispolisen under dess pionjärtid och har blivit en av de mer kända av sitt yrke i sin egenskap av högra hand för Gabriel Nicolas de la Reynie. 
Han är framförallt känd för de högprofilerade arresteringarna av Marie-Madeleine d'Aubray, markisinna av Brinvilliers och La Voisin under den berömda giftmordsaffären, då han var en av polisens centralfigurer under processen. 
Han har flera gånger skildrats inom fiktionen på grund av att han figurerat i dessa fall. 